# August Procksch
August Procksch (* 10. April 1841 in Naundorf bei Ortrand; † 4. August 1924 in Minden) war ein deutscher Altphilologe und Gymnasiallehrer.

## Leben
Nach dem Besuch des Gymnasiums in Bautzen studierte er seit 1861 an der Universität Leipzig, wo er 1866 auch promoviert wurde. Nach dem Examen als Kandidat für das höhere Schulamt wurde er 1866 Hilfslehrer an der Thomasschule in Leipzig, 1867 Oberlehrer am Gymnasium in Bautzen, 1872 Schulleiter des Lyceums in Eisenberg, das 1875 in ein Gymnasium umgewandelt wurde, und 1891 des Friedrichsgymnasiums in Altenburg. Er erhielt den Titel Geheimer Regierungsrat. Zum 1. Oktober 1907 trat er in den Ruhestand und zog nach Minden in Westfalen.
Wie zahlreiche andere Altphilologen seiner Zeit publizierte er neben seiner Lehrtätigkeit. Er trug etwa Artikel für Wilhelm Heinrich Roschers Ausführliches Lexikon der griechischen und römischen Mythologie bei. Im Ruhestand publizierte er zum Wortschatz Theodor Storms sowie zu zeitgeschichtlichen Themen.
Sein Sohn war der evangelische Alttestamentler Otto Procksch (1874–1947).

## Veröffentlichungen (Auswahl)
- Gebrauch der Nebensätze bei Cäsar I. Ein Beitrag zur lateinischen Grammatik. Bautzen 1870. (Digitalisat).
- Die Consecutio temporum bei Caesar. Leipzig 1873 (Digitalisat).
- Karl Christian Friedrich Krause. Ein Lebensbild nach seinen Briefen dargestellt. Mit Krauses Photographie. Leipzig 1880 (Digitalisat).
- Festschrift zur zweihundertjährigen Jubelfeier des Herzoglichen Christiansgymnasiums zu Eisenberg den 24. September 1888. Altenburg 1888 (Digitalisat).
- Anleitung zur Vorbereitung auf C. Julius Cäsars Gallischen Krieg. Leipzig 1890. (Reihe Schüler-Kommentare zu griechischen und lateinischen Klassikern in Anschluß an die Teuberschen Textausgaben, Heft 3). 3 Bände. Teubner, Leipzig 1890–1893 (Digitalisate: Bd. 1, Bd. 2, Bd. 3).
- Freiherr Bernhard August von Lindenau als Kunstfreund. Ein Beitrag zu seiner Biographie. In: Nachricht von dem Herzoglichen Friedrichs-Gymnasium zu Altenburg 92, 1899, S. 1–59.
- Der Wortschatz Theodor Storms. In: Germanisch-romanische Monatsschrift 6, 1914, S. 532–562 (Digitalisat).
- Englische Politik und englischer Volksgeist. Concordia, Berlin 1915.
- Der neue Vierbund. Selbstverlag, Minden (Westfalen) 1916.